# Sekhemka
Sekhemka est un scribe égyptien de la Ve dynastie.
Il est connu notamment par plusieurs statues du musée du Louvre avec les titres de: 
- directeur des scribes des champs ;
- inspecteur des scribes du département des supérieurs de la réversion des offrandes.